# Општина Видин
Општина Видин (буг. Община Видин) је општина на северозападу Бугарске, у Видинској области. Општински центар је град Видин. Представља највећу општину Видинске области и по површини и по броју становника. Према подацима са пописа из 2021. године општина је имала 47.747 становника. Простире се на површини од 512,93 km².

## Географија
Општина Видин се налази на северозападу Бугарске, тачније на североистоку Видинске области. Лежи у Видинској низији, а природна граница општине на истоку је река Дунав на чијој обали се налази и општинско седиште, град Видин. Осим Дунава, од река су значајне и Делејнска, Тополовец, Војничка и Видбол. У општини се налазе три вештачка језера: Божурица, Бела Рада и Видбол. На територији општине пролазе два битна паневропска саобраћајна коридора: коридор 4 и коридор 7 (Дунав). 2013. године је отворен мост Видин-Калафат који повезује бугарску обалу Дунава са румунском.
Границе општине су следеће:
- На истоку – Румунија
- На југу – општина Димово
- На западу – општина Грамада и Кула
- На северозападу – општина Бојница
- На северу – општина Брегово и Ново Село.

## Насељена места
Општину чине 34 насељених места од којих два имају статус града, а осталих 32 статус села:
| - Акациево - Антимово - Бела Рада - Ботево - Буковец - Видин - Војница - Вртоп - Гајтанци - Генерал Мариново - Гомотарци - Градец - Динковица - Долни Бошњак - Дружба - Дунавци - Жеглица | - Ивановци - Иново - Каленик - Капитановци - Кошава - Кутово - Мајор Узуново - Новоселци - Пешаково - Плакудер - Покрајна - Рупци - Синаговци - Слана Бара - Сланотрн - Трњане - Цар Симеоново |